# فرخزاد
فَرُّخْزَاد (بالفارسية: فرخزاد) كان أرستقراطيًا إيرانيًا من بيت إسباهبودان ومؤسس سلالة باوند، حكم من 651 إلى 665. كان في الأصل خادمًا قويًا للملك الساساني كسرى الثاني (حكم 590–628)، وقد قام مع العديد من الأرستقراطيين الأقوياء الآخرين بمؤامرة ضد الأخير وأنهى حكمه الاستبدادي. وبعد ذلك وضعوا ابن كسرى قباد الثاني (حكم 628) على العرش، الذي استمر حكمه بضعة أشهر فقط، قبل أن يُقتل بالطاعون، وخلفه ابنه أردشير الثالث (حكم 628–629)، الذي كان فقط بعد عام واحد من مقتله على يد قائد الجيش الساساني المتمرد السابق شهربراز، الذي اغتصب العرش.
أضعفت هذه الأحداث الإمبراطورية الساسانية إلى حد كبير، ولكن بحلول عام 632، عندما تولى يزدجرد الثالث (حكم 632–651) حفيد كسرى العرش، تم استعادة النظام إلى حد ما. ومع ذلك، بينما كان السلام على وشك أن يأتي، تم غزو الإمبراطورية الساسانية من قبل العرب المسلمين، مما أدى إلى مقتل العديد من المحاربين الساسانيين القدامى، بما في ذلك شقيق فرخزاد رستم فرخزاد نفسه. بعد ذلك، خلف فرخزاد الأخير بصفته السباهبد وزعيم الفصيل الفهلوي (الفرثي)، الذي شكله والدهم فرخ هرمز، الذي قُتل عام 631.
ومع ذلك، لم يتمكن فرخزاد من هزيمة العرب، من مكان إلى آخر حتى عام 650، عندما تمرد فرخزاد على مَلكه، الذي قُتل بعد فترة قصيرة على يد أحد خُدامه. أصبح فرخزاد فيما بعد حاكم طبرستان في عام 651، واستمر بحكم المنطقة حتى مقتله في عام 665 على يد أرستقراطي كاريني يدعى ولاش، والذي استولى بعد ذلك على مناطقه.